# Oupia
Oupia är en kommun i departementet Hérault i regionen Occitanien i södra Frankrike. Kommunen ligger i kantonen Olonzac som tillhör arrondissementet Béziers. År 2022 hade Oupia 276 invånare.

## Befolkningsutveckling
Antalet invånare i kommunen Oupia
Referens:INSEE